# Begraafplaats Nieuwe Zandweg
Begraafplaats Nieuwe Zandweg is een Nederlands-hervormde begraafplaats in Linschoten dat tevens een gemeentelijk monument is.
In 1873 is deze begraafplaats aangelegd op een rechthoekig stuk terrein omgeven met een haag en een sloot. Het hek bij de ingang van de begraafplaats heeft afbeeldingen die de tijd en de dood symboliseren: een gevleugelde zandloper, een zeis en een bijna gedoofde toorts. Direct achter het hek ligt het baarhuis dat is ontworpen door Gerrit de Goederen.